# Familia Frei
La familia Frei es una familia de origen suizo radicada de Chile durante el siglo XX, formada por los descendientes de Eduardo Frei Schlinz y su cónyuge, Victoria Montalva Martínez. De esta familia proceden muchos políticos chilenos, predominantemente pertenecientes al centro político, siendo todos sus miembros con cargos destacados militantes de la Falange Nacional y el posterior Partido Demócrata Cristiano (PDC).

## Miembros

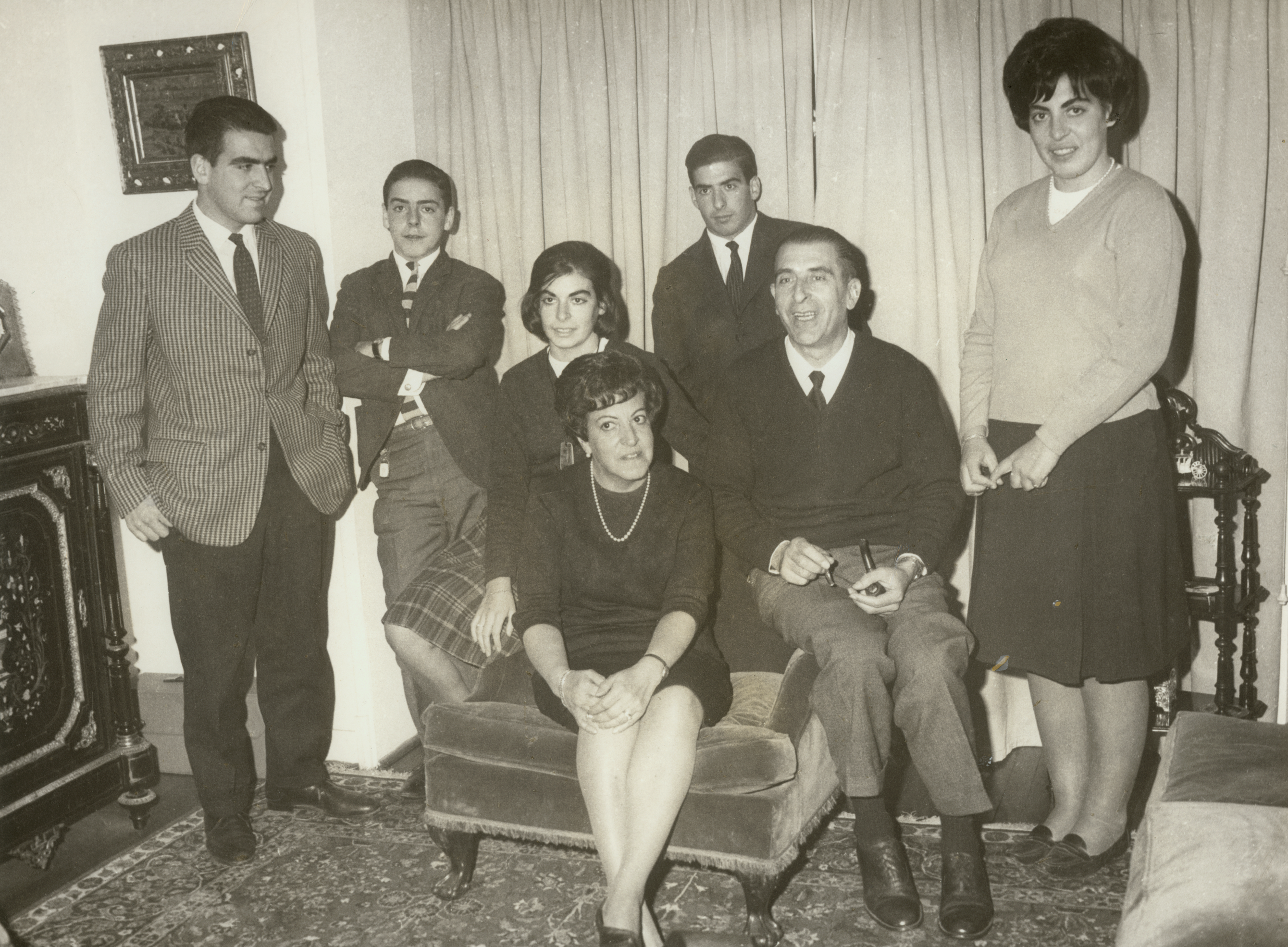
Eduardo Frei Montalva junto a su esposa María Ruiz-Tagle (sentados), con familiares en 1964.

Dos de sus miembros fueron presidentes de la República: Eduardo Frei Montalva (1964-1970) y su hijo Eduardo Frei Ruiz-Tagle (1994-2000). El primero de ellos ejerció además como senador durante los períodos 1957-1964 y en 1973, hasta la disolución del Congreso Nacional al inicio de la dictadura militar. El segundo, por su parte, fue también senador durante los períodos de 1990-1994, 2000-2006 y 2006-2014. Las esposas de ambos, María Ruiz-Tagle Jiménez y Marta Larraechea Bolívar, se desenvolvieron como primeras damas activas.
La hermana de Eduardo Frei Montalva, Irene, fue regidora de la comuna de Santiago entre 1963 y 1964, pero falleció precipitadamente ese año en un accidente de automóvil. Otra hija de Frei Montalva, Carmen Frei Ruiz-Tagle, también ejerció como senadora en los períodos 1990-1998 y 1998-2006. Carmen además está casada con Eugenio Ortega, quien fue diputado durante el período 1990-1994, además de embajador en Canadá entre 2006 y 2010; su hijo Eugenio Ortega Frei actualmente ocupa la presidencia del PDC en la Región Metropolitana de Santiago.
El otro hombre de la familia Frei Montalva, Arturo (1914-1983), casó con Marcela Bolívar Le Fort, tía de Marta Larraechea. El matrimonio tuvo cuatro hijos, entre los que se destaca Arturo Frei Bolívar, diputado durante el período 1969-1973, senador durante 1990-1998 y candidato presidencial en 1999.

## Árbol genealógico
|                                 |                                 |                                 |                                 |                                  |                                  |                                  |                                  | | | | | | |                                          |                                          |                                                                                                  |                                                                                                  |                                                                                                  |                                                                                                  | Eduardo Frei Schlinz                                                                             | Eduardo Frei Schlinz                                                                             | Eduardo Frei Schlinz        | Eduardo Frei Schlinz        | Eduardo Frei Schlinz | Eduardo Frei Schlinz | | | Victoria Montalva | Victoria Montalva | Victoria Montalva                   | Victoria Montalva                   | Victoria Montalva                      | Victoria Montalva                      |                                        |                                        |                                        |                                        |  |  | | | | | | |  |  |                                   |                                   |                                   |                                   |                                   |                                   |  |  |                                       |                                       |                                       |                                       |                                       |                                       |  |  |  |  |  |  |  |  |  |  |  |  |  |  |  |  |  |  |  |  |  |  |  |  |  |  |  |  |  |  |  |  |  |  |  |  |  |  |
|                                 |                                 |                                 |                                 |                                  |                                  |                                  |                                  | | | | | | |                                          |                                          |                                                                                                  |                                                                                                  |                                                                                                  |                                                                                                  | Eduardo Frei Schlinz                                                                             | Eduardo Frei Schlinz                                                                             | Eduardo Frei Schlinz        | Eduardo Frei Schlinz        | Eduardo Frei Schlinz | Eduardo Frei Schlinz | | | Victoria Montalva | Victoria Montalva | Victoria Montalva                   | Victoria Montalva                   | Victoria Montalva                      | Victoria Montalva                      |                                        |                                        |                                        |                                        |  |  | | | | | | |  |  |                                   |                                   |                                   |                                   |                                   |                                   |  |  |                                       |                                       |                                       |                                       |                                       |                                       |  |  |  |  |  |  |  |  |  |  |  |  |  |  |  |  |  |  |  |  |  |  |  |  |  |  |  |  |  |  |  |  |  |  |  |  |  |  |
|                                 |                                 |                                 |                                 |                                  |                                  |                                  |                                  | | | | | | |                                          |                                          |                                                                                                  |                                                                                                  |                                                                                                  |                                                                                                  |                                                                                                  |                                                                                                  |                             |                             | | | | | | |                                     |                                     |                                        |                                        |                                        |                                        |                                        |                                        |  |  | | | | | | |  |  |                                   |                                   |                                   |                                   |                                   |                                   |  |  |                                       |                                       |                                       |                                       |                                       |                                       |  |  |  |  |  |  |  |  |  |  |  |  |  |  |  |  |  |  |  |  |  |  |  |  |  |  |  |  |  |  |  |  |  |  |  |  |  |  |
|                                 |                                 |                                 |                                 |                                  |                                  |                                  |                                  | | | | | | |                                          |                                          |                                                                                                  |                                                                                                  |                                                                                                  |                                                                                                  |                                                                                                  |                                                                                                  |                             |                             | | | | | | |                                     |                                     |                                        |                                        |                                        |                                        |                                        |                                        |  |  | | | | | | |  |  |                                   |                                   |                                   |                                   |                                   |                                   |  |  |                                       |                                       |                                       |                                       |                                       |                                       |  |  |  |  |  |  |  |  |  |  |  |  |  |  |  |  |  |  |  |  |  |  |  |  |  |  |  |  |  |  |  |  |  |  |  |  |  |  |
|                                 |                                 |                                 |                                 |                                  |                                  |                                  |                                  | [[File:Fotografia Eduardo Frei Montalva.jpg\|175px\|alt={{{Alt\|{{{descripción}}}]] Eduardo Frei Montalva (1911-1982) | [[File:Fotografia Eduardo Frei Montalva.jpg\|175px\|alt={{{Alt\|{{{descripción}}}]] Eduardo Frei Montalva (1911-1982) | [[File:Fotografia Eduardo Frei Montalva.jpg\|175px\|alt={{{Alt\|{{{descripción}}}]] Eduardo Frei Montalva (1911-1982) | [[File:Fotografia Eduardo Frei Montalva.jpg\|175px\|alt={{{Alt\|{{{descripción}}}]] Eduardo Frei Montalva (1911-1982) | [[File:Fotografia Eduardo Frei Montalva.jpg\|175px\|alt={{{Alt\|{{{descripción}}}]] Eduardo Frei Montalva (1911-1982) | [[File:Fotografia Eduardo Frei Montalva.jpg\|175px\|alt={{{Alt\|{{{descripción}}}]] Eduardo Frei Montalva (1911-1982) |                                          |                                          | [[File:María Ruiz-Tagle.jpg\|140px\|alt={{{Alt\|{{{descripción}}}]] María Ruiz-Tagle (1913-2001) | [[File:María Ruiz-Tagle.jpg\|140px\|alt={{{Alt\|{{{descripción}}}]] María Ruiz-Tagle (1913-2001) | [[File:María Ruiz-Tagle.jpg\|140px\|alt={{{Alt\|{{{descripción}}}]] María Ruiz-Tagle (1913-2001) | [[File:María Ruiz-Tagle.jpg\|140px\|alt={{{Alt\|{{{descripción}}}]] María Ruiz-Tagle (1913-2001) | [[File:María Ruiz-Tagle.jpg\|140px\|alt={{{Alt\|{{{descripción}}}]] María Ruiz-Tagle (1913-2001) | [[File:María Ruiz-Tagle.jpg\|140px\|alt={{{Alt\|{{{descripción}}}]] María Ruiz-Tagle (1913-2001) |                             |                             | Arturo Frei Montalva (1914-1983)                                                                                         | Arturo Frei Montalva (1914-1983)                                                                                         | Arturo Frei Montalva (1914-1983)                                                                                         | Arturo Frei Montalva (1914-1983)                                                                                         | Arturo Frei Montalva (1914-1983)                                                                                         | Arturo Frei Montalva (1914-1983)                                                                                         |                                     |                                     | Marcela Bolívar Le Fort *** (1919-?)   | Marcela Bolívar Le Fort *** (1919-?)   | Marcela Bolívar Le Fort *** (1919-?)   | Marcela Bolívar Le Fort *** (1919-?)   | Marcela Bolívar Le Fort *** (1919-?)   | Marcela Bolívar Le Fort *** (1919-?)   |  |  | [[File:Irene Frei Montalva.jpg\|140px\|alt={{{Alt\|{{{descripción}}}]] Irene Frei Montalva (1916-1964) | [[File:Irene Frei Montalva.jpg\|140px\|alt={{{Alt\|{{{descripción}}}]] Irene Frei Montalva (1916-1964) | [[File:Irene Frei Montalva.jpg\|140px\|alt={{{Alt\|{{{descripción}}}]] Irene Frei Montalva (1916-1964) | [[File:Irene Frei Montalva.jpg\|140px\|alt={{{Alt\|{{{descripción}}}]] Irene Frei Montalva (1916-1964) | [[File:Irene Frei Montalva.jpg\|140px\|alt={{{Alt\|{{{descripción}}}]] Irene Frei Montalva (1916-1964) | [[File:Irene Frei Montalva.jpg\|140px\|alt={{{Alt\|{{{descripción}}}]] Irene Frei Montalva (1916-1964) |  |  | Luis Cid (1913-?)                 | Luis Cid (1913-?)                 | Luis Cid (1913-?)                 | Luis Cid (1913-?)                 | Luis Cid (1913-?)                 | Luis Cid (1913-?)                 |  |  |                                       |                                       |                                       |                                       |                                       |                                       |  |  |  |  |  |  |  |  |  |  |  |  |  |  |  |  |  |  |  |  |  |  |  |  |  |  |  |  |  |  |  |  |  |  |  |  |  |  |
|                                 |                                 |                                 |                                 |                                  |                                  |                                  |                                  | [[File:Fotografia Eduardo Frei Montalva.jpg\|175px\|alt={{{Alt\|{{{descripción}}}]] Eduardo Frei Montalva (1911-1982) | [[File:Fotografia Eduardo Frei Montalva.jpg\|175px\|alt={{{Alt\|{{{descripción}}}]] Eduardo Frei Montalva (1911-1982) | [[File:Fotografia Eduardo Frei Montalva.jpg\|175px\|alt={{{Alt\|{{{descripción}}}]] Eduardo Frei Montalva (1911-1982) | [[File:Fotografia Eduardo Frei Montalva.jpg\|175px\|alt={{{Alt\|{{{descripción}}}]] Eduardo Frei Montalva (1911-1982) | [[File:Fotografia Eduardo Frei Montalva.jpg\|175px\|alt={{{Alt\|{{{descripción}}}]] Eduardo Frei Montalva (1911-1982) | [[File:Fotografia Eduardo Frei Montalva.jpg\|175px\|alt={{{Alt\|{{{descripción}}}]] Eduardo Frei Montalva (1911-1982) |                                          |                                          | [[File:María Ruiz-Tagle.jpg\|140px\|alt={{{Alt\|{{{descripción}}}]] María Ruiz-Tagle (1913-2001) | [[File:María Ruiz-Tagle.jpg\|140px\|alt={{{Alt\|{{{descripción}}}]] María Ruiz-Tagle (1913-2001) | [[File:María Ruiz-Tagle.jpg\|140px\|alt={{{Alt\|{{{descripción}}}]] María Ruiz-Tagle (1913-2001) | [[File:María Ruiz-Tagle.jpg\|140px\|alt={{{Alt\|{{{descripción}}}]] María Ruiz-Tagle (1913-2001) | [[File:María Ruiz-Tagle.jpg\|140px\|alt={{{Alt\|{{{descripción}}}]] María Ruiz-Tagle (1913-2001) | [[File:María Ruiz-Tagle.jpg\|140px\|alt={{{Alt\|{{{descripción}}}]] María Ruiz-Tagle (1913-2001) |                             |                             | Arturo Frei Montalva (1914-1983)                                                                                         | Arturo Frei Montalva (1914-1983)                                                                                         | Arturo Frei Montalva (1914-1983)                                                                                         | Arturo Frei Montalva (1914-1983)                                                                                         | Arturo Frei Montalva (1914-1983)                                                                                         | Arturo Frei Montalva (1914-1983)                                                                                         |                                     |                                     | Marcela Bolívar Le Fort *** (1919-?)   | Marcela Bolívar Le Fort *** (1919-?)   | Marcela Bolívar Le Fort *** (1919-?)   | Marcela Bolívar Le Fort *** (1919-?)   | Marcela Bolívar Le Fort *** (1919-?)   | Marcela Bolívar Le Fort *** (1919-?)   |  |  | [[File:Irene Frei Montalva.jpg\|140px\|alt={{{Alt\|{{{descripción}}}]] Irene Frei Montalva (1916-1964) | [[File:Irene Frei Montalva.jpg\|140px\|alt={{{Alt\|{{{descripción}}}]] Irene Frei Montalva (1916-1964) | [[File:Irene Frei Montalva.jpg\|140px\|alt={{{Alt\|{{{descripción}}}]] Irene Frei Montalva (1916-1964) | [[File:Irene Frei Montalva.jpg\|140px\|alt={{{Alt\|{{{descripción}}}]] Irene Frei Montalva (1916-1964) | [[File:Irene Frei Montalva.jpg\|140px\|alt={{{Alt\|{{{descripción}}}]] Irene Frei Montalva (1916-1964) | [[File:Irene Frei Montalva.jpg\|140px\|alt={{{Alt\|{{{descripción}}}]] Irene Frei Montalva (1916-1964) |  |  | Luis Cid (1913-?)                 | Luis Cid (1913-?)                 | Luis Cid (1913-?)                 | Luis Cid (1913-?)                 | Luis Cid (1913-?)                 | Luis Cid (1913-?)                 |  |  |                                       |                                       |                                       |                                       |                                       |                                       |  |  |  |  |  |  |  |  |  |  |  |  |  |  |  |  |  |  |  |  |  |  |  |  |  |  |  |  |  |  |  |  |  |  |  |  |  |  |
|                                 |                                 |                                 |                                 |                                  |                                  |                                  |                                  | | | | | | |                                          |                                          |                                                                                                  |                                                                                                  |                                                                                                  |                                                                                                  |                                                                                                  |                                                                                                  |                             |                             | | | | | | |                                     |                                     |                                        |                                        |                                        |                                        |                                        |                                        |  |  | | | | | | |  |  |                                   |                                   |                                   |                                   |                                   |                                   |  |  |                                       |                                       |                                       |                                       |                                       |                                       |  |  |  |  |  |  |  |  |  |  |  |  |  |  |  |  |  |  |  |  |  |  |  |  |  |  |  |  |  |  |  |  |  |  |  |  |  |  |
|                                 |                                 |                                 |                                 |                                  |                                  |                                  |                                  | | | | | | |                                          |                                          |                                                                                                  |                                                                                                  |                                                                                                  |                                                                                                  |                                                                                                  |                                                                                                  |                             |                             | | | | | | |                                     |                                     |                                        |                                        |                                        |                                        |                                        |                                        |  |  | | | | | | |  |  |                                   |                                   |                                   |                                   |                                   |                                   |  |  |                                       |                                       |                                       |                                       |                                       |                                       |  |  |  |  |  |  |  |  |  |  |  |  |  |  |  |  |  |  |  |  |  |  |  |  |  |  |  |  |  |  |  |  |  |  |  |  |  |  |
| Irene Frei Ruiz-Tagle (n. 1936) | Irene Frei Ruiz-Tagle (n. 1936) | Irene Frei Ruiz-Tagle (n. 1936) | Irene Frei Ruiz-Tagle (n. 1936) | Irene Frei Ruiz-Tagle (n. 1936)  | Irene Frei Ruiz-Tagle (n. 1936)  |                                  |                                  | Carmen Frei Ruiz-Tagle (n. 1938)                                                                                      | Carmen Frei Ruiz-Tagle (n. 1938)                                                                                      | Carmen Frei Ruiz-Tagle (n. 1938)                                                                                      | Carmen Frei Ruiz-Tagle (n. 1938)                                                                                      | Carmen Frei Ruiz-Tagle (n. 1938)                                                                                      | Carmen Frei Ruiz-Tagle (n. 1938)                                                                                      |                                          |                                          | Isabel Frei Ruiz-Tagle (n. 1940)                                                                 | Isabel Frei Ruiz-Tagle (n. 1940)                                                                 | Isabel Frei Ruiz-Tagle (n. 1940)                                                                 | Isabel Frei Ruiz-Tagle (n. 1940)                                                                 | Isabel Frei Ruiz-Tagle (n. 1940)                                                                 | Isabel Frei Ruiz-Tagle (n. 1940)                                                                 |                             |                             | [[File:Senador Eduardo Frei Ruiz Tagle.jpg\|80px\|alt={{{Alt\|{{{descripción}}}]] Eduardo Frei Ruiz-Tagle (n. 1942)      | [[File:Senador Eduardo Frei Ruiz Tagle.jpg\|80px\|alt={{{Alt\|{{{descripción}}}]] Eduardo Frei Ruiz-Tagle (n. 1942)      | [[File:Senador Eduardo Frei Ruiz Tagle.jpg\|80px\|alt={{{Alt\|{{{descripción}}}]] Eduardo Frei Ruiz-Tagle (n. 1942)      | [[File:Senador Eduardo Frei Ruiz Tagle.jpg\|80px\|alt={{{Alt\|{{{descripción}}}]] Eduardo Frei Ruiz-Tagle (n. 1942)      | [[File:Senador Eduardo Frei Ruiz Tagle.jpg\|80px\|alt={{{Alt\|{{{descripción}}}]] Eduardo Frei Ruiz-Tagle (n. 1942)      | [[File:Senador Eduardo Frei Ruiz Tagle.jpg\|80px\|alt={{{Alt\|{{{descripción}}}]] Eduardo Frei Ruiz-Tagle (n. 1942)      |                                     |                                     | Arturo Frei Bolívar (1939-2022)        | Arturo Frei Bolívar (1939-2022)        | Arturo Frei Bolívar (1939-2022)        | Arturo Frei Bolívar (1939-2022)        | Arturo Frei Bolívar (1939-2022)        | Arturo Frei Bolívar (1939-2022)        |  |  | Carlos Frei Bolívar (n. 1942)                                                                          | Carlos Frei Bolívar (n. 1942)                                                                          | Carlos Frei Bolívar (n. 1942)                                                                          | Carlos Frei Bolívar (n. 1942)                                                                          | Carlos Frei Bolívar (n. 1942)                                                                          | Carlos Frei Bolívar (n. 1942)                                                                          |  |  | Eduardo Frei Bolívar (n. 1944)    | Eduardo Frei Bolívar (n. 1944)    | Eduardo Frei Bolívar (n. 1944)    | Eduardo Frei Bolívar (n. 1944)    | Eduardo Frei Bolívar (n. 1944)    | Eduardo Frei Bolívar (n. 1944)    |  |  |                                       |                                       |                                       |                                       |                                       |                                       |  |  |  |  |  |  |  |  |  |  |  |  |  |  |  |  |  |  |  |  |  |  |  |  |  |  |  |  |  |  |  |  |  |  |  |  |  |  |
| Irene Frei Ruiz-Tagle (n. 1936) | Irene Frei Ruiz-Tagle (n. 1936) | Irene Frei Ruiz-Tagle (n. 1936) | Irene Frei Ruiz-Tagle (n. 1936) | Irene Frei Ruiz-Tagle (n. 1936)  | Irene Frei Ruiz-Tagle (n. 1936)  |                                  |                                  | Carmen Frei Ruiz-Tagle (n. 1938)                                                                                      | Carmen Frei Ruiz-Tagle (n. 1938)                                                                                      | Carmen Frei Ruiz-Tagle (n. 1938)                                                                                      | Carmen Frei Ruiz-Tagle (n. 1938)                                                                                      | Carmen Frei Ruiz-Tagle (n. 1938)                                                                                      | Carmen Frei Ruiz-Tagle (n. 1938)                                                                                      |                                          |                                          | Isabel Frei Ruiz-Tagle (n. 1940)                                                                 | Isabel Frei Ruiz-Tagle (n. 1940)                                                                 | Isabel Frei Ruiz-Tagle (n. 1940)                                                                 | Isabel Frei Ruiz-Tagle (n. 1940)                                                                 | Isabel Frei Ruiz-Tagle (n. 1940)                                                                 | Isabel Frei Ruiz-Tagle (n. 1940)                                                                 |                             |                             | [[File:Senador Eduardo Frei Ruiz Tagle.jpg\|80px\|alt={{{Alt\|{{{descripción}}}]] Eduardo Frei Ruiz-Tagle (n. 1942)      | [[File:Senador Eduardo Frei Ruiz Tagle.jpg\|80px\|alt={{{Alt\|{{{descripción}}}]] Eduardo Frei Ruiz-Tagle (n. 1942)      | [[File:Senador Eduardo Frei Ruiz Tagle.jpg\|80px\|alt={{{Alt\|{{{descripción}}}]] Eduardo Frei Ruiz-Tagle (n. 1942)      | [[File:Senador Eduardo Frei Ruiz Tagle.jpg\|80px\|alt={{{Alt\|{{{descripción}}}]] Eduardo Frei Ruiz-Tagle (n. 1942)      | [[File:Senador Eduardo Frei Ruiz Tagle.jpg\|80px\|alt={{{Alt\|{{{descripción}}}]] Eduardo Frei Ruiz-Tagle (n. 1942)      | [[File:Senador Eduardo Frei Ruiz Tagle.jpg\|80px\|alt={{{Alt\|{{{descripción}}}]] Eduardo Frei Ruiz-Tagle (n. 1942)      |                                     |                                     | Arturo Frei Bolívar (1939-2022)        | Arturo Frei Bolívar (1939-2022)        | Arturo Frei Bolívar (1939-2022)        | Arturo Frei Bolívar (1939-2022)        | Arturo Frei Bolívar (1939-2022)        | Arturo Frei Bolívar (1939-2022)        |  |  | Carlos Frei Bolívar (n. 1942)                                                                          | Carlos Frei Bolívar (n. 1942)                                                                          | Carlos Frei Bolívar (n. 1942)                                                                          | Carlos Frei Bolívar (n. 1942)                                                                          | Carlos Frei Bolívar (n. 1942)                                                                          | Carlos Frei Bolívar (n. 1942)                                                                          |  |  | Eduardo Frei Bolívar (n. 1944)    | Eduardo Frei Bolívar (n. 1944)    | Eduardo Frei Bolívar (n. 1944)    | Eduardo Frei Bolívar (n. 1944)    | Eduardo Frei Bolívar (n. 1944)    | Eduardo Frei Bolívar (n. 1944)    |  |  |                                       |                                       |                                       |                                       |                                       |                                       |  |  |  |  |  |  |  |  |  |  |  |  |  |  |  |  |  |  |  |  |  |  |  |  |  |  |  |  |  |  |  |  |  |  |  |  |  |  |
|                                 |                                 |                                 |                                 |                                  |                                  |                                  |                                  | | | | | | |                                          |                                          |                                                                                                  |                                                                                                  |                                                                                                  |                                                                                                  |                                                                                                  |                                                                                                  |                             |                             | | | | | | |                                     |                                     |                                        |                                        |                                        |                                        |                                        |                                        |  |  | | | | | | |  |  |                                   |                                   |                                   |                                   |                                   |                                   |  |  |                                       |                                       |                                       |                                       |                                       |                                       |  |  |  |  |  |  |  |  |  |  |  |  |  |  |  |  |  |  |  |  |  |  |  |  |  |  |  |  |  |  |  |  |  |  |  |  |  |  |
| Emiliano Ortega (n. 1937)       | Emiliano Ortega (n. 1937)       | Emiliano Ortega (n. 1937)       | Emiliano Ortega (n. 1937)       | Emiliano Ortega (n. 1937)        | Emiliano Ortega (n. 1937)        |                                  |                                  | Eugenio Ortega (1940-2013)                                                                                            | Eugenio Ortega (1940-2013)                                                                                            | Eugenio Ortega (1940-2013)                                                                                            | Eugenio Ortega (1940-2013)                                                                                            | Eugenio Ortega (1940-2013)                                                                                            | Eugenio Ortega (1940-2013)                                                                                            |                                          |                                          |                                                                                                  |                                                                                                  |                                                                                                  |                                                                                                  |                                                                                                  |                                                                                                  |                             |                             | [[File:Marta Larraechea (3953544611) (cropped).jpg\|80px\|alt={{{Alt\|{{{descripción}}}]] Marta *** Larraechea (n. 1944) | [[File:Marta Larraechea (3953544611) (cropped).jpg\|80px\|alt={{{Alt\|{{{descripción}}}]] Marta *** Larraechea (n. 1944) | [[File:Marta Larraechea (3953544611) (cropped).jpg\|80px\|alt={{{Alt\|{{{descripción}}}]] Marta *** Larraechea (n. 1944) | [[File:Marta Larraechea (3953544611) (cropped).jpg\|80px\|alt={{{Alt\|{{{descripción}}}]] Marta *** Larraechea (n. 1944) | [[File:Marta Larraechea (3953544611) (cropped).jpg\|80px\|alt={{{Alt\|{{{descripción}}}]] Marta *** Larraechea (n. 1944) | [[File:Marta Larraechea (3953544611) (cropped).jpg\|80px\|alt={{{Alt\|{{{descripción}}}]] Marta *** Larraechea (n. 1944) |                                     |                                     | María Antonia Urzúa Meyer ** (n. 1942) | María Antonia Urzúa Meyer ** (n. 1942) | María Antonia Urzúa Meyer ** (n. 1942) | María Antonia Urzúa Meyer ** (n. 1942) | María Antonia Urzúa Meyer ** (n. 1942) | María Antonia Urzúa Meyer ** (n. 1942) |  |  | María Riutort Barrenechea (n. 1949)                                                                    | María Riutort Barrenechea (n. 1949)                                                                    | María Riutort Barrenechea (n. 1949)                                                                    | María Riutort Barrenechea (n. 1949)                                                                    | María Riutort Barrenechea (n. 1949)                                                                    | María Riutort Barrenechea (n. 1949)                                                                    |  |  | Marie Partarrieu Ibáñez (n. 1954) | Marie Partarrieu Ibáñez (n. 1954) | Marie Partarrieu Ibáñez (n. 1954) | Marie Partarrieu Ibáñez (n. 1954) | Marie Partarrieu Ibáñez (n. 1954) | Marie Partarrieu Ibáñez (n. 1954) |  |  | Olga Pickering de La Fuente (n. 1946) | Olga Pickering de La Fuente (n. 1946) | Olga Pickering de La Fuente (n. 1946) | Olga Pickering de La Fuente (n. 1946) | Olga Pickering de La Fuente (n. 1946) | Olga Pickering de La Fuente (n. 1946) |  |  |  |  |  |  |  |  |  |  |  |  |  |  |  |  |  |  |  |  |  |  |  |  |  |  |  |  |  |  |  |  |  |  |  |  |  |  |
| Emiliano Ortega (n. 1937)       | Emiliano Ortega (n. 1937)       | Emiliano Ortega (n. 1937)       | Emiliano Ortega (n. 1937)       | Emiliano Ortega (n. 1937)        | Emiliano Ortega (n. 1937)        |                                  |                                  | Eugenio Ortega (1940-2013)                                                                                            | Eugenio Ortega (1940-2013)                                                                                            | Eugenio Ortega (1940-2013)                                                                                            | Eugenio Ortega (1940-2013)                                                                                            | Eugenio Ortega (1940-2013)                                                                                            | Eugenio Ortega (1940-2013)                                                                                            |                                          |                                          |                                                                                                  |                                                                                                  |                                                                                                  |                                                                                                  |                                                                                                  |                                                                                                  |                             |                             | [[File:Marta Larraechea (3953544611) (cropped).jpg\|80px\|alt={{{Alt\|{{{descripción}}}]] Marta *** Larraechea (n. 1944) | [[File:Marta Larraechea (3953544611) (cropped).jpg\|80px\|alt={{{Alt\|{{{descripción}}}]] Marta *** Larraechea (n. 1944) | [[File:Marta Larraechea (3953544611) (cropped).jpg\|80px\|alt={{{Alt\|{{{descripción}}}]] Marta *** Larraechea (n. 1944) | [[File:Marta Larraechea (3953544611) (cropped).jpg\|80px\|alt={{{Alt\|{{{descripción}}}]] Marta *** Larraechea (n. 1944) | [[File:Marta Larraechea (3953544611) (cropped).jpg\|80px\|alt={{{Alt\|{{{descripción}}}]] Marta *** Larraechea (n. 1944) | [[File:Marta Larraechea (3953544611) (cropped).jpg\|80px\|alt={{{Alt\|{{{descripción}}}]] Marta *** Larraechea (n. 1944) |                                     |                                     | María Antonia Urzúa Meyer ** (n. 1942) | María Antonia Urzúa Meyer ** (n. 1942) | María Antonia Urzúa Meyer ** (n. 1942) | María Antonia Urzúa Meyer ** (n. 1942) | María Antonia Urzúa Meyer ** (n. 1942) | María Antonia Urzúa Meyer ** (n. 1942) |  |  | María Riutort Barrenechea (n. 1949)                                                                    | María Riutort Barrenechea (n. 1949)                                                                    | María Riutort Barrenechea (n. 1949)                                                                    | María Riutort Barrenechea (n. 1949)                                                                    | María Riutort Barrenechea (n. 1949)                                                                    | María Riutort Barrenechea (n. 1949)                                                                    |  |  | Marie Partarrieu Ibáñez (n. 1954) | Marie Partarrieu Ibáñez (n. 1954) | Marie Partarrieu Ibáñez (n. 1954) | Marie Partarrieu Ibáñez (n. 1954) | Marie Partarrieu Ibáñez (n. 1954) | Marie Partarrieu Ibáñez (n. 1954) |  |  | Olga Pickering de La Fuente (n. 1946) | Olga Pickering de La Fuente (n. 1946) | Olga Pickering de La Fuente (n. 1946) | Olga Pickering de La Fuente (n. 1946) | Olga Pickering de La Fuente (n. 1946) | Olga Pickering de La Fuente (n. 1946) |  |  |  |  |  |  |  |  |  |  |  |  |  |  |  |  |  |  |  |  |  |  |  |  |  |  |  |  |  |  |  |  |  |  |  |  |  |  |
|                                 |                                 |                                 |                                 |                                  |                                  |                                  |                                  | | | | | | |                                          |                                          |                                                                                                  |                                                                                                  |                                                                                                  |                                                                                                  |                                                                                                  |                                                                                                  |                             |                             | | | | | | |                                     |                                     |                                        |                                        |                                        |                                        |                                        |                                        |  |  | | | | | | |  |  |                                   |                                   |                                   |                                   |                                   |                                   |  |  |                                       |                                       |                                       |                                       |                                       |                                       |  |  |  |  |  |  |  |  |  |  |  |  |  |  |  |  |  |  |  |  |  |  |  |  |  |  |  |  |  |  |  |  |  |  |  |  |  |  |
|                                 |                                 |                                 |                                 | Mónica Frei Ruiz-Tagle (n. 1943) | Mónica Frei Ruiz-Tagle (n. 1943) | Mónica Frei Ruiz-Tagle (n. 1943) | Mónica Frei Ruiz-Tagle (n. 1943) | Mónica Frei Ruiz-Tagle (n. 1943)                                                                                      | Mónica Frei Ruiz-Tagle (n. 1943)                                                                                      | | | Jorge Frei Ruiz-Tagle (n. 1945)                                                                                       | Jorge Frei Ruiz-Tagle (n. 1945)                                                                                       | Jorge Frei Ruiz-Tagle (n. 1945)          | Jorge Frei Ruiz-Tagle (n. 1945)          | Jorge Frei Ruiz-Tagle (n. 1945)                                                                  | Jorge Frei Ruiz-Tagle (n. 1945)                                                                  |                                                                                                  |                                                                                                  |                                                                                                  |                                                                                                  |                             |                             | | | | | Francisco Frei Ruiz-Tagle (n. 1950)                                                                                      | Francisco Frei Ruiz-Tagle (n. 1950)                                                                                      | Francisco Frei Ruiz-Tagle (n. 1950) | Francisco Frei Ruiz-Tagle (n. 1950) | Francisco Frei Ruiz-Tagle (n. 1950)    | Francisco Frei Ruiz-Tagle (n. 1950)    |                                        |                                        |                                        |                                        |  |  | | | | | | |  |  |                                   |                                   |                                   |                                   |                                   |                                   |  |  |                                       |                                       |                                       |                                       |                                       |                                       |  |  |  |  |  |  |  |  |  |  |  |  |  |  |  |  |  |  |  |  |  |  |  |  |  |  |  |  |  |  |  |  |  |  |  |  |  |  |
|                                 |                                 |                                 |                                 | Mónica Frei Ruiz-Tagle (n. 1943) | Mónica Frei Ruiz-Tagle (n. 1943) | Mónica Frei Ruiz-Tagle (n. 1943) | Mónica Frei Ruiz-Tagle (n. 1943) | Mónica Frei Ruiz-Tagle (n. 1943)                                                                                      | Mónica Frei Ruiz-Tagle (n. 1943)                                                                                      | | | Jorge Frei Ruiz-Tagle (n. 1945)                                                                                       | Jorge Frei Ruiz-Tagle (n. 1945)                                                                                       | Jorge Frei Ruiz-Tagle (n. 1945)          | Jorge Frei Ruiz-Tagle (n. 1945)          | Jorge Frei Ruiz-Tagle (n. 1945)                                                                  | Jorge Frei Ruiz-Tagle (n. 1945)                                                                  |                                                                                                  |                                                                                                  |                                                                                                  |                                                                                                  |                             |                             | | | | | Francisco Frei Ruiz-Tagle (n. 1950)                                                                                      | Francisco Frei Ruiz-Tagle (n. 1950)                                                                                      | Francisco Frei Ruiz-Tagle (n. 1950) | Francisco Frei Ruiz-Tagle (n. 1950) | Francisco Frei Ruiz-Tagle (n. 1950)    | Francisco Frei Ruiz-Tagle (n. 1950)    |                                        |                                        |                                        |                                        |  |  | | | | | | |  |  |                                   |                                   |                                   |                                   |                                   |                                   |  |  |                                       |                                       |                                       |                                       |                                       |                                       |  |  |  |  |  |  |  |  |  |  |  |  |  |  |  |  |  |  |  |  |  |  |  |  |  |  |  |  |  |  |  |  |  |  |  |  |  |  |
|                                 |                                 |                                 |                                 |                                  |                                  |                                  |                                  | | | | | | |                                          |                                          |                                                                                                  |                                                                                                  |                                                                                                  |                                                                                                  |                                                                                                  |                                                                                                  |                             |                             | | | | | | |                                     |                                     |                                        |                                        |                                        |                                        |                                        |                                        |  |  | | | | | | |  |  |                                   |                                   |                                   |                                   |                                   |                                   |  |  |                                       |                                       |                                       |                                       |                                       |                                       |  |  |  |  |  |  |  |  |  |  |  |  |  |  |  |  |  |  |  |  |  |  |  |  |  |  |  |  |  |  |  |  |  |  |  |  |  |  |
|                                 |                                 |                                 |                                 | Pedro ** Urzúa Meyer (n. 1940)   | Pedro ** Urzúa Meyer (n. 1940)   | Pedro ** Urzúa Meyer (n. 1940)   | Pedro ** Urzúa Meyer (n. 1940)   | Pedro ** Urzúa Meyer (n. 1940)                                                                                        | Pedro ** Urzúa Meyer (n. 1940)                                                                                        | | | Isabel Margarita Toledo García (n. 1946)                                                                              | Isabel Margarita Toledo García (n. 1946)                                                                              | Isabel Margarita Toledo García (n. 1946) | Isabel Margarita Toledo García (n. 1946) | Isabel Margarita Toledo García (n. 1946)                                                         | Isabel Margarita Toledo García (n. 1946)                                                         |                                                                                                  |                                                                                                  | Jorge Frei Toledo (n. 1971)                                                                      | Jorge Frei Toledo (n. 1971)                                                                      | Jorge Frei Toledo (n. 1971) | Jorge Frei Toledo (n. 1971) | Jorge Frei Toledo (n. 1971)                                                                                              | Jorge Frei Toledo (n. 1971)                                                                                              | | | Ana Parada Álvarez (n. 1953)                                                                                             | Ana Parada Álvarez (n. 1953)                                                                                             | Ana Parada Álvarez (n. 1953)        | Ana Parada Álvarez (n. 1953)        | Ana Parada Álvarez (n. 1953)           | Ana Parada Álvarez (n. 1953)           |                                        |                                        |                                        |                                        |  |  | | | | | | |  |  |                                   |                                   |                                   |                                   |                                   |                                   |  |  |                                       |                                       |                                       |                                       |                                       |                                       |  |  |  |  |  |  |  |  |  |  |  |  |  |  |  |  |  |  |  |  |  |  |  |  |  |  |  |  |  |  |  |  |  |  |  |  |  |  |

## Resultados de los Frei en elecciones presidenciales
| Año     | Candidato               | Votos     | Porcentaje | Resultado        |
| ------- | ----------------------- | --------- | ---------- | ---------------- |
| 1958    | Eduardo Frei Montalva   | 255 769   | 20,70%     | No elegido       |
| 1964    | Eduardo Frei Montalva   | 1 409 012 | 56,09%     | Elegido          |
| 1993    | Eduardo Frei Ruiz-Tagle | 4 040 497 | 57,98%     | Elegido          |
| 1999    | Arturo Frei Bolívar     | 26 812    | 0,38%      | No elegido       |
| 2009-10 | Eduardo Frei Ruiz-Tagle | 2 065 061 | 29,60%     | A segunda vuelta |
| 2009-10 | Eduardo Frei Ruiz-Tagle | 3 367 790 | 48,39%     | No elegido       |